# Palo Blanco (Guerrero)
Palo Blanco es una población del estado mexicano de Guerrero, situado en el centro del mismo y formando parte del municipio de Chilpancingo de los Bravo.

## Localización y demografía
Palo Blanco se encuentra localizado en el centro del estado de Guerrero y al noreste del territorio municipal de Chilpancingo, a una distancia aproximada de 12 kilómetros al sur de la cabecera municipal y capital del estado, la ciudad de Chilpancingo de los Bravo.
Se encuentra ubicada en las coordenadas geográficas 17°24′17″N 99°27′56″O / 17.40472, -99.46556 y a una altitud de 1 187 metros sobre el nivel del mar. Se encuentra en un territorio accidentado geográficamente, surcado por la Sierra Madre del Sur. Palo Alto se encuentra localizado sobre la Carretera Federal 95 que lo une al norte con Chilpancingo y al sur con Acapulco de Juárez, además, la autopista de cuota del mismo sentido, conocidida como la «Autopista del Sol» y que corresponde a la Carretera Federal 95D se sitúa a las afueras de la población. En dicho punto, existe una caseta de cobro de peaje por el uso de la autopista.
De acuerdo con los resultado del Censo de Población y Vivienda de 2020 realizado por el Instituto Nacional de Estadística y Geografía, Palo Blanco tiene una población total de 2 674 personas, de las que 1 384 son mujeres y 1 290 son hombres.